# Tamas
Tamas (lub guna tamas, dewanagari तमोगुण, transkrypcja tamoguna) – guna, siła ignorancji, jest przeciwieństwem guny dobroci - sattwa guny. W gunie dobroci, przez kultywowanie wiedzy, można zrozumieć prawdziwą postać rzeczy, natomiast guna ignorancji jest jej całkowitym zaprzeczeniem. Wszystko cokolwiek robi osoba w gunie ignorancji, nie jest dobre ani dla niej samej, ani dla innych.

## Cytaty
```
Rezultat pobożnego działania jest czysty i jest w gunie dobroci.
Działanie w gunie pasji kończy się niedolą,
natomiast głupota jest rezultatem czynu spełnionego w ignorancji.
```

```
Z guny dobroci rozwija się prawdziwa wiedza,
guna pasji rozwija chciwość.
Guna ignorancji natomiast prowadzi do głupoty, szaleństwa i ułudy.
```

```
Kiedy guna ignorancji wzrasta przejawia się szaleństwo, ułuda, bierność i ciemnota.
```

A.C. Bhaktivedanta Swami Prabhupada: Bhagavad Gita As It Is: Complete Edition. Bhaktivedanta Book Trust. ISBN 0-89213-123-3. Brak numerów stron w książce
```
Osoba, która mogąc całkowicie zaspokoić swoje potrzeby mlekiem, pragnie zabić krowę,
znajduje się w najciemniejszej ignorancji.
Zabijanie krów jest czynem ignorancji najgorszego rodzaju.
(gobhih prinita-matsaram).
[
1
]
```